# Mbocayaty del Guairá
Mbocayaty del Guairá, il cui nome è abbreviato spesso in Mbocayaty, è un centro abitato del Paraguay, situato nel Dipartimento di Guairá. Forma  uno dei 17 distretti in cui è diviso il dipartimento.

## Popolazione
Al censimento del 2002 la località contava una popolazione urbana di 2.130 abitanti (6.647 nel distretto).